# Pwllmeyric
Pwllmeyric är en by i Monmouthshire i Wales. Byn är belägen 37,1 km 
från Cardiff. Orten har 606 invånare (2016).